# 엄프콰 커뮤니티 칼리지 총기 난사 사건

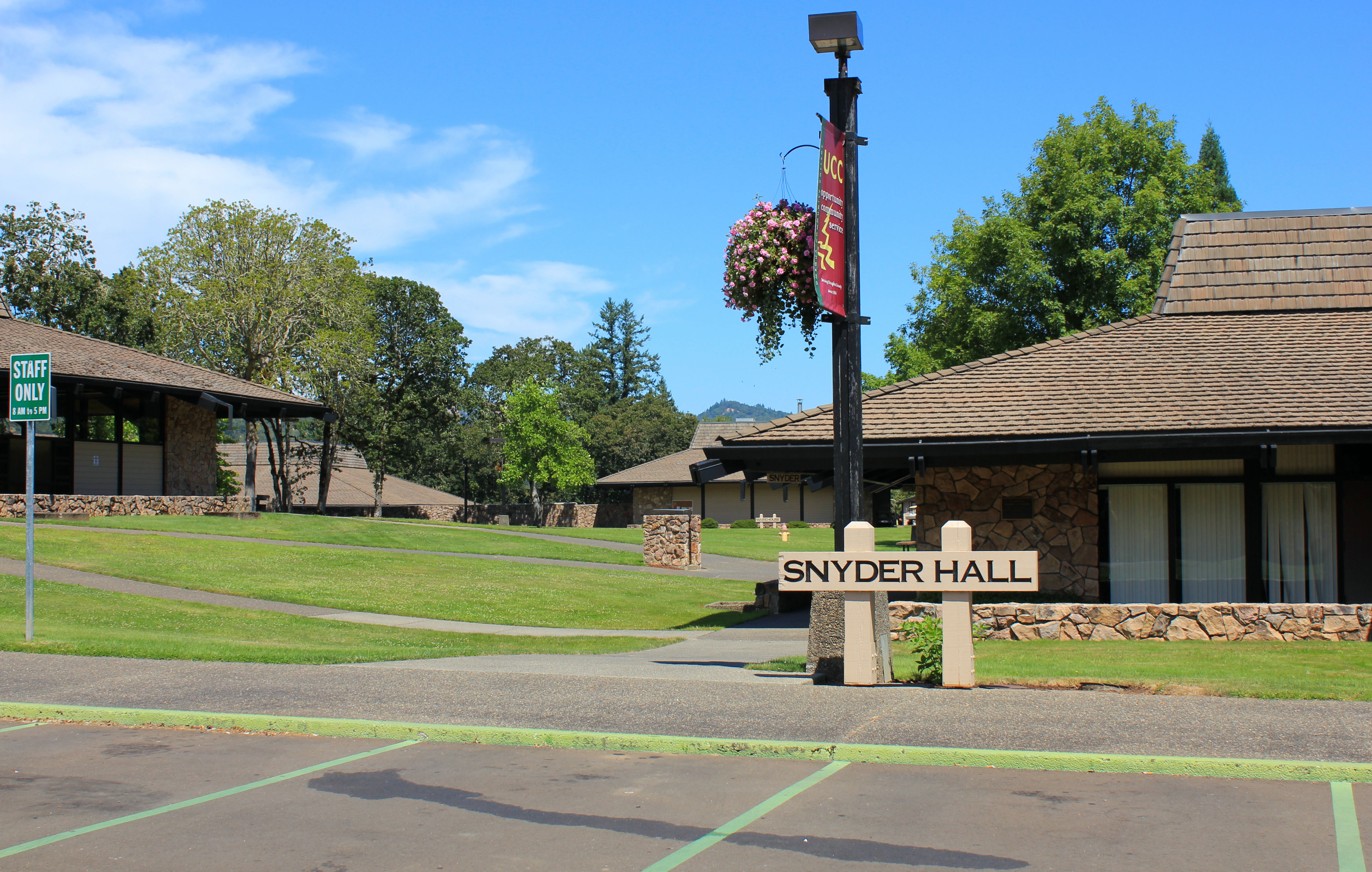

2015년 10월 1일, 미국 오리건주 로즈버그에 위치한 엄프콰 커뮤니티 칼리지에서 총기 난사 사건이 발생하여 범인을 포함하여 10명이 사망하고 7명이 부상당했다. 범인은 26세의 남성 크리스 하퍼 머서(Chris Harper Mercer)로 칼리지 학생은 아니었다.

## 같이 보기
- 반기독교주의
- 인셀